# Шиков, Ванче
Ванче Шиков (макед. Ванче Шиков; 19 июля 1985, Кавадарци, Республика Македония) — македонский футболист, защитник. Выступал за национальную сборную Республики Македонии.

## Карьера

### Клубная
Начал карьеру в городе Кавадарци, в команде «Тиквеш». В 2002 году перешёл в греческий клуб «Ксанти», в котором отыграл 55 игр и забил два гола. В 2006 году его приобрёл «Олимпиакос» из Пирея, но Шиков не сыграл за эту команду ни матча, отыгрывая в аренде у «Керкиры» (13 матчей и два гола 4 февраля и 29 апреля 2007) и «Аполлона» из Каламарии. Проведя три года в «Этникосе» из Ахна, летом 2011 года Шиков перешёл в «Волынь». Являлся капитаном украинской команды. Покинул лучан в июне 2014 года на правах свободного агента. В конце июня 2014 года подписал двухлетний контракт с австрийской «Аустрией» из Вены. В команде взял 4 номер.
Покинул «Тобол» в июле 2018 года на правах свободного агента.

### В сборной
В сборной отыграл 27 игр и забил три гола. Первый забил Румынии 2 июня 2010 (победа 1:0), второй забил Андорре 8 октября 2010 (победа 2:0).